# Institut za strane jezike Beograd
Institut za strane jezike Beograd (code BELEX : INSJ) est une entreprise serbe qui a son siège social à Belgrade, la capitale de la Serbie. Elle travaille dans le secteur des services, plus précisément dans l'enseignement des langues étrangères. Elle entre dans la composition du BELEXline, l'un des principaux indices de la Bourse de Belgrade.

## Histoire
La société Institut za strane jezike Beograd a été admise au libre marché de la Bourse de Belgrade le 14 juillet 2004 ; elle en a été exclue le 21 mai 2012 et a été admise au marché réglementé.

## Activités
Institut za strane jezike propose notamment des cours de serbe en tant que langue étrangère. L'institut propose également des cours d'anglais, d'allemand, de français, d'espagnol et d'italien pour les adultes, ainsi que des cours de langues pour les enfants en anglais, français et allemand.

## Données boursières
Le 20 juin 2013, l'action de Institut za strane jezike Beograd valait 8 000 RSD (69,77 EUR). Elle a connu son cours le plus élevé, soit 18 000 RSD (157,00 EUR), le 15 mars 2011 et son cours le plus bas, soit 3 598 RSD (31,38 EUR), le 24 décembre 2002.
Le capital de Institut za strane jezike Beograd est détenu à hauteur de 58,46 % par des personnes physiques et à hauteur de 32,60 % par des entités juridiques.